# 诗洞站
詩洞站（：／ Sidong yeok */?）曾經为韩国铁路岭东线上的一座鐵路站，位于江原道江陵市江东面，已于1974年废止。

## 历史
- 1964年1月10日，落成使用[1]。
- 1974年12月5日，停止使用[2]。